# Rarbach (Schmallenberg)
Rarbach war eine Gemeinde im nordrhein-westfälischen Kreis Meschede. 
Die Gemeinde gehörte zum Amt Fredeburg. Die Gemeindegröße betrug 30,27 km². Am 1. Januar 1975 wurde die Gemeinde aufgelöst und in die neue flächengroße Stadt Schmallenberg eingegliedert.
Die Gemeinde Rarbach hatte zehn Ortsteile: Dornheim, Föckinghausen, Hanxleden, Kirchrarbach, Mönekind, Niederhenneborn, Oberhenneborn, Oberrarbach, Sellmecke und Sögtrop.

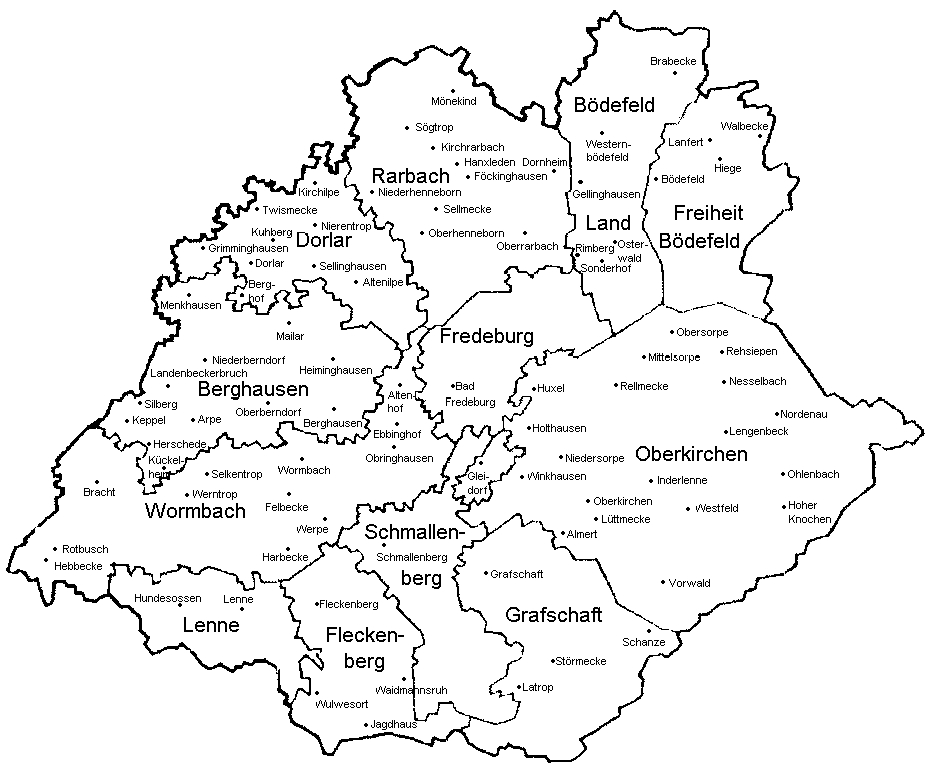
Orte in der Stadt Schmallenberg und Gliederung der ehemaligen Gemeinden vor 1975 mit Rarbach im Norden

Vor ihrer Eingemeindung lebten in der Gemeinde
- 1961: 910 Einwohner[1],
- 1970: 935 Einwohner[1],
- 1974: 974 Einwohner[2].